# Cistus banaresii
Cistus banaresii là một loài thực vật có hoa trong họ Nham mân khôi. Loài này được Demoly mô tả khoa học đầu tiên năm 2006.